# Treklövervalv

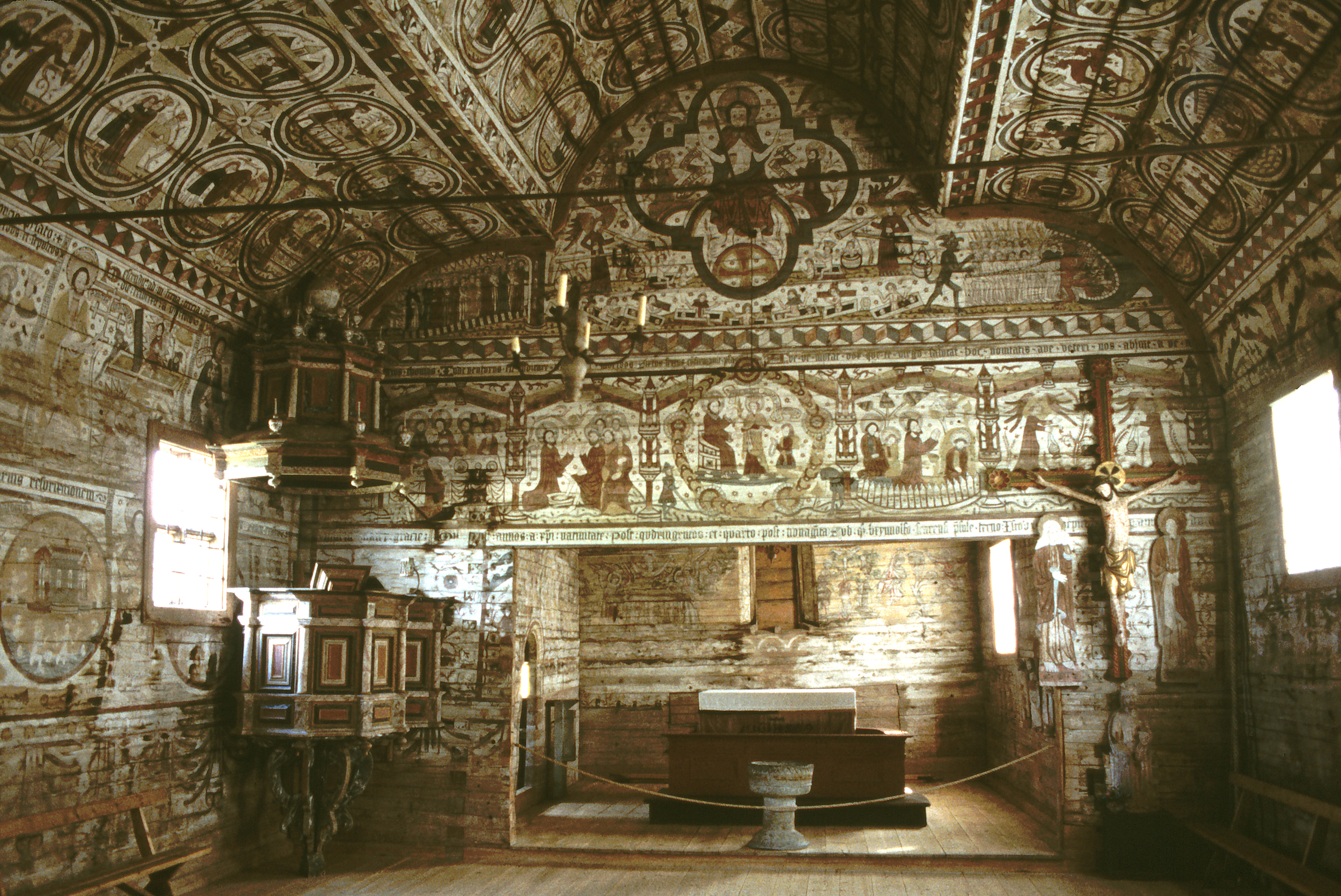
Treklövervalv i Södra Råda gamla kyrka

Treklövervalv eller klöverbladstak kallas innertak med ett treklöverformigt tvärsnitt. Taket består av tre sammanfogade tunnvalv, med ett högre rundat mittvalv omgivet av två lägre rundade sidovalv. Sidovalven är högst upp horisontella och längst ned vertikala. Ingen uttalad gräns finns mellan sidovalv och väggar. Materialet är vanligtvis trä.

## Treklövervalv i medeltida kyrkor
Sista medeltida kyrkan, med helt och inklätt treklövervalv, var Södra Råda gamla kyrka, en träkyrka som brann ned 12 november 2001. Många medeltida stenkyrkor hade från början treklövervalv, som på 1400-talet byttes ut mot tegelvalv. Exempel på sådana kyrkor är Funbo kyrka, Lagga kyrka, Söderby-Karls kyrka, Tensta kyrka och Tuna kyrka. Ovanför nuvarande tegelvalv kan man finna rester av bärande konstruktion till treklövervalv.

## Andra typer av innertak
- Tredingstak
- Tunnvalv
- Stjärnvalv
- Kryssvalv
- Valv
- Kassettak